# Países Catalães
Países Catalães (em catalão: Països Catalans, pronunciado /pəˈizus kətəˈɫans/ ou /paˈizos kataˈlans/) é o termo que, em catalão, define as áreas de abrangência linguística, histórica e cultural catalãs. Embora o espanhol seja a língua dominante nesses territórios. Populariza-se na segunda metade do século XX através do autor valenciano Joan Fuster, que o utilizou nos seus ensaios políticos publicados no livro Nosaltres, els valencians.
O termo é ambíguo e controverso, e é usado também para fazer referência a um projeto de nação com a visão da união dos territórios abarcados pelo termo (pancatalanismo), sem grande apoio popular, especialmente fora da Catalunha, onde pode ser entendido como uma ideia com conotações de supremacia desta sobre outros territórios, nomeadamente a Comunidade Valenciana e Ilhas Baleares.

## História

### Evolução histórica do nome e conceito
O termo aparece pela primeira vez na obra monumental Historia del Derecho en Cataluña, Mallorca y Valencia. Código de las Costumbres de Tortosa, I (Madrid, 1876), do valenciano Benvingut Oliver i Esteller, natural de Catarroja (Horta Sul) e historiador de Direito. É de seguida reutilizado na Renaixença como sinónimo para os "territórios de fala catalã". Neste sentido, aparece também no ano de 1886 num artigo de Josep Narcís Roca i Farreras na revista L'Arc de Sant Martí. Mais adiante, Josep Pijoan cunhou o termo pancatalanismo (1899), que veria em Alfons Maseras i Gaités um primeiro teorizador (1915).
No entanto, a designação Països Catalans foi popularizada principalmente pelos ensaios em Nosaltres, els valencians e Qüestió de noms, de Joan Fuster, publicados em 1962. Fuster defendia um conceito territorial dos Países Catalães estritamente linguístico, a língua do qual formatia a base para a sua proposta de projeto nacional, sendo o nome de cariz provisório até que se concretizasse a unificação dos territórios de fala catalã, de nome Catalunha (o qual supôs que abrandasse iniciativas particularistas de algumas regiões). Portanto, e como consequência desta premissa, o ensaista considerava que as comarcas de fala castelhana eram não só prescindíveis, mas que também poderiam conformar entraves ao êxito do seu projeto nacional.
Historicamente, foram usados outros termos para designar o mesmo conceito, com implantação menor ou até nula. Em 1859, por exemplo, Victor Balaguer propunha a Pàtria llemosina (Pátria Limusina) como uma federação das províncias catalanófonas. Na primeira metade do século XX abandonam-se todas as referências à língua limusina devido à sua inexatidão histórica e linguística. No virar do século, o grupo L'Avenç empregava o termo Catalònia. No período entreguerras as formas mais comuns eram Catalunya Gran e països de llengua catalana ou por vezes terres de llengua catalana. Outras formas, mais esporádicas, foram Catalunya (de uso minoritário mas contínuo); Llevant (Eduard Martínez Ferrando); Pàtria Llemosina ou Nació Llemosina (Vicent Tomàs i Martí); Catalunya Integral (Rovira i Virgili, per exemple); Ibèria (esporadicamente no grupo Els Quaderns de l'Exili); Bacàvia o Bacavària (Nicolau Primitiu Gómez Serrano); Mediterrània Catalana (Pierre Deffontaines); espai català (Pierre Vilar); Comunitat Catalànica (Xavier Casp, 1961); ou Hispània Catalana (Joan Rebagliato).

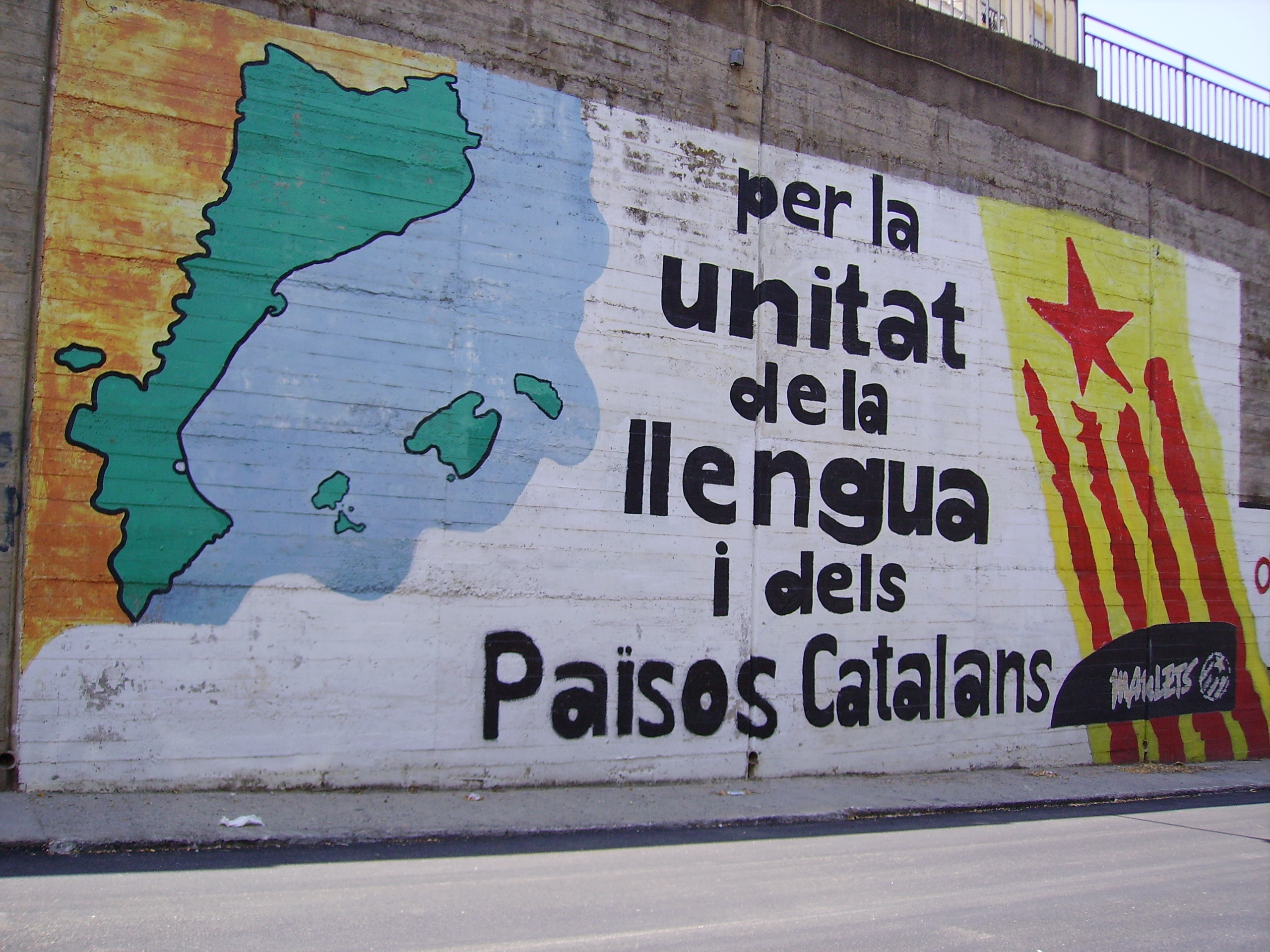
Mural em Argentona, Catalunha, que reclama a "unidade da língua e dos Países Catalães."

Entretanto, e enquanto Joan Maragall e Francesc Cambó falavam da Grande Espanha, em 1906 Enric Prat de la Riba publicava o artigo "Greater Catalonia", dentro de La nacionalitat catalana, e propondo a denominação "Catalunya Gran" ("Grande Catalunha"). Traçava paralelismos com a Greater Britannia e associava a Commonwealth com a Coroa de Aragão.
Em finais do século XX, Josep Guia propôs o uso de "Catalunha" para denominar o âmbito dos Países Catalães, e não apenas do território do Principado da Catalunha.
O termo possui diferentes significados dependendo do contexto. Estes podem ser agrupados segundo uma perspetiva linguística e cultural ou política, sendo esta última a mais abrangente por incluir também a primeira.
Em termos linguísticos, a expressão é usada de forma equivalente à anglofonia, francofonia ou lusofonia. Duma perspectiva política, pode abranger numerosos projetos políticos ligados sobretudo ao independentismo catalão, e que advogam por uma "colaboração política" entre territórios ou pela sua independência e união política. Organizações como a CUP, Esquerda Republicana (da Catalunha e do País Valenciano), o Partido Socialista de Libertação Nacional ou o Sindicato de Estudantes dos Países Catalães defendem uma dimensão nacional do conceito. Outras organizações extremistas e terroristas como o Moviment de Defensa de la Terra (MDT) defenderam a "libertação da Espanha e França" e da "opressão capitalista" o conjunto dos "Países Catalães". Também o Exèrcit Popular Català e Terra Lliure, hoje extintas, reivindicaram a criação dos Países Catalães.
Noutras comunidades, que não a Catalunha, governadas por partidos de âmbito nacional e normalmente posicionados mais ao centro ou à direita do espetro político, o termo é frequentemente visto de forma controversa, sendo associado principalmente ao nacionalismo catalão, e os  governos dessas comunidades já o definiram como uma "invenção". A controvérsia gerada pelo seu uso leva a que sejam usadas expressões equivalentes como "territórios de fala catalã", "domínio linguístico catalão" ou "catalanofonia", este último com pouca utilização. O termo Países Catalães pode também ter ramificações no contexto do conflito linguístico valenciano.

### Cronologia da denominação
- antes do século XII — conforme a língua catalã diferenciava-se da língua latina Ex. manducare (latim clássico) > mandicare (latim vulgar) > menjar (catalão), surgia a necessidade de individuação. Os territórios de língua e cultura catalãs passavam a ser conhecidos como Catalunha.[20]
- Século XIII — como os condados catalães acompanharam a empreitada de expansão da Coroa de Aragão, os territórios de língua e cultura catalãs expandiram-se, até as Ilhas Baleares e o Reino de Valência.[21]
- 1300 —– os territórios de língua e cultura catalã assumiram a configuração atual.[4]
- Século XIV – Devido à nova configuração, surgia a necessidade de adotar uma denominação interna que englobasse o todo sem subordinar as partes de forma que a antiga  denominação passava de Catalunha a Terras da Catalunha, Terra de Língua Catalã, Pátria Catalã e/ou Catalunha Grande.[22]
- Século XVI — devido ao fato diferencial linguístico, as novas denominações passavam a ser necessárias também no exterior. Ex. comer (português), comer (castelhano), menjar (catalão), manger (francês) e mangiare (italiano).[4]
- Século XVII e começo do século XVIII — ocorria o repovoamento das terras abandonadas após a invasão islâmica e após a Guerra dos Segadores e a Guerra de Sucessão.
- 1886 — passa-se a adotar a denominação Países Catalães no contexto das publicações científicas.[2]
- 1930 — passa-se a adotar a denominação Países Catalães no contexto da política e das publicações.[2]
- 1960 — devido ao isolamento, o senso comum deixa de incluir o Algueiro na denominação de Países Catalães. Alguns escritores optam por recriar a antiga denominação Catalunha Grande.[2]

## Extensão
Os territórios de língua e cultura catalãs são:
- Catalunha  (Catalunya), onde a língua catalã é falada na sua forma dialetal central e norte-ocidental, com estatuto de co-oficialidade junto do castelhano e ocitano.[23][24] Capital: Barcelona.
- Comunidade Valenciana (em valenciano: Comunitat Valenciana; na Catalunha: País Valencià), onde a língua catalã é falada na sua forma dialetal meridional, ou valenciana e denominada língua valenciana (Valencià), com estatuto de co-oficialidade junto do castelhano.[25][26] Capital: Valência.
- Ilhas Baleares (Illes Balears), onde a língua catalã é falada na sua forma dialetal insular, com estatuto de co-oficialidade junto do castelhano. Capital: Palma.[27]
- Faixa de Poente (Franja de Ponent), onde a língua catalã é falada na sua forma dialetal norte-ocidental. Nesse território o Catalão não foi reconhecido como língua própria durante um curto período de tempo em que foi vigente uma legislação local aprovada por motivos estritamente ideológicos e políticos, não compartidos por linguistas,.[28] e que se apelidou à língua falada LAPAO (Língua aragonesa própria da área oriental).[29][30][31] Esta legislação foi abolida em 2016, voltando a ter como oficiais a Língua catalã e a Língua aragonesa.[32][33] Cidade com maior número de habitantes: Fraga.
- Rossilhão (Oficialmente Rosselló, no vocabulário nacionalista Catalunya del Nord), onde a língua catalã é falada na sua forma dialetal setentrional, ou rosselhonesa.[34] Capital: Perpinhã.
- Andorra (Andorra), onde a língua vernácula e oficial é o catalão. Capital: Andorra-a-Velha.[35]
- Algueiro (l'Alguer), onde a língua catalã é falada na sua forma dialetal algueireira.[36][37]
- Carche, onde a língua catalã é falada na sua forma dialetal meridional, ou valenciana.

## Demografia
Segundo os últimos dados oficiais, de 2003/2004, estima-se que 9 118 882 pessoas falam a língua catalã, e 11 011 168 compreendem-a: ocupando a mesma a posição de número setenta e cinco no ranking de línguas mais faladas no mundo e dezassete na Europa.